# 兒島郡
兒島郡是過去位於岡山縣南部的一郡，已於2005年3月22日因無管轄町村而廢除。
過去的範圍包括現在的岡山市西南部地區、倉敷市東南部地區和玉野市全部地區。
在14世紀前，現在隸屬香川縣小豆郡和香川郡的直島群島也曾是兒島郡的範圍。

## 歷史
「兒島」也稱為「吉備兒島」，最初是位於瀨戶內海上的一個島嶼，而且還是日本最早的史書古事記中，日本最早誕生的國土「大八島」生成後繼續生成的六個小島之一。
兒島北側與本州之間的海域被稱為穴海，過去曾是瀨戶內海東西往來的交通要道，但由於匯入穴海的吉井川、旭川、高梁川三大河川長期帶來的泥沙淤積，在12世紀源平合戰期間，部分海域在退潮時已經可以直接步行在其上。
江戶時代開始，大規模的围垦工程讓兒島與本土完全相連在一起，整個兒島以北的地區都成為陸地，僅剩下穴海的東部還有一片兒島灣。

### 沿革
- 1889年6月1日：實施町村制，兒島郡下轄：下津井村、長濱村、味野村、赤崎村、小田村、本莊村、鴻村、田之口村、福岡村、木見村、藤戶村、福田村、福田新田村、呼松村、粒江村、玉井村、日比村、玉野村、田井村、山田村、秀天村、鉾立村、胸上村、下加茂村、上加茂、甲浦村、大門村、東興除村、西興除村、灘村、彥崎村。（31村）
- 1896年2月26日：下津井村改制為下津井町。（1町30村）
- 1898年1月1日：
  - 玉井村改名為八濱村。
  - 大門村改名為小串村。
- 1900年2月1日：下津井町吹上地區被併入長濱村。
- 1901年2月6日：八濱村改制為八濱町。（2町29村）
- 1903年4月1日：（2町27村）
  - 下加茂村、上加茂村和秀天村（迫間地區、槌原地區）合併為莊內村。
  - 秀天村的其他地區（大崎地區）被併入八濱町。
- 1904年4月1日：福田村、福田新田村、呼松村合併為新設置的福田村。（2町25村）
- 1905年4月1日：東興除村和西興除村合併為興除村。（2町24村）
- 1906年3月28日：味野村改制為味野町。（3町23村）
- 1906年4月1日：（4町19村）
  - 福岡村、木見村（木見地區、尾原地區）、彥崎村（植松地區）合併為鄉內村。
  - 木見村的其餘地區（山村地區）被併入田之口村。
  - 灘村和彥崎村的其餘地區（彥崎地區、川張地區）合併為灘崎村。
  - 日比村、玉野村（玉地區）合併為日比町。
  - 玉野村的其餘地區（宇野地區）和田井村的部分地區合併為宇野村。
  - 田井村的其餘地區被併入八濱町。
- 1907年4月1日：田之口村和鴻村合併為琴浦村。（4町18村）
- 1907年10月1日：下津井町和長濱村合併為新設置的下津井町。（4町17村）
- 1912年4月1日：兒島灣围垦地第2區設置藤田村。（4町18村）
- 1915年11月1日：琴浦村改制為琴浦町。（5町17村）
- 1915年11月10日：藤戶村改制為藤戶町。（6町16村）
- 1919年1月1日：宇野村改制為宇野町。（7町15村）
- 1928年11月1日：小田村改制並改名為兒島町。（8町14村）
- 1930年8月1日：福田村的浦田地區被併入倉敷市。
- 1935年1月1日：赤崎村改制為赤崎町。（9町13村）
- 1940年8月3日：宇野町和日比町合併為玉野市[1]，並脫離兒島郡。（7町13村）
- 1941年2月11日：赤崎町被併入味野町。（6町13村）
- 1947年12月9日：福田村改制為福田町。（7町12村）
- 1948年4月1日：（4町11村）
  - 味野町、下津井町、兒島町、本莊村合併為兒島市，並脫離兒島郡。
  - 興除村的部份地區被併入都窪郡茶屋町（現已被併入倉敷市）。
- 1949年4月1日：灘崎村改制為灘崎町。（5町10村）
- 1950年9月1日：粒江村被併入倉敷市。（5町9村）
- 1952年4月1日：甲浦村被併入岡山市。（5町8村）
- 1953年6月1日：福田町被併入倉敷市。（4町8村）
- 1953年7月1日：山田村被併入玉野市。（4町7村）
- 1954年3月1日：鉾立村和胸上村合併為東兒町。（5町5村）
- 1954年4月1日：（5町3村）
  - 莊內村被併入玉野市。
  - 小串村被併入岡山市。
- 1954年11月1日：玉野市的白尾地區被併入琴浦町。
- 1954年12月1日：（4町3村）
  - 藤戶町被併入倉敷市。
  - 興除村的部份地區被併入倉敷市
- 1955年2月1日：八濱町被併入玉野市。（3町3村）
- 1956年4月1日：兒島市和琴浦町合併為新設置的兒島市。（2町3村）
- 1959年3月1日：鄉內村被廢除，轄區分別被併入灘崎町和兒島市。（2町2村）
- 1967年2月1日：倉敷市、兒島市、玉島市合併為新設置的倉敷市。（2町2村）
- 1971年5月1日：興除村被併入岡山市。（2町1村）
- 1974年3月20日：東兒町被併入玉野市。（1町1村）
- 1975年5月1日：藤田村被併入岡山市。（1町）
- 2005年3月22日：灘崎町被併入岡山市，同時兒島郡因無管轄町村而廢除。

### 變遷表
| 1889年6月1日              | 1889年 - 1926年           | 1889年 - 1926年           | 1889年 - 1926年           | 1889年 - 1926年           | 1926年 - 1954年            | 1926年 - 1954年            | 1926年 - 1954年           | 1955年 - 1989年          | 1955年 - 1989年          | 1989年 - 現在            | 現在                |
| ------------------------- | ------------------------- | ------------------------- | ------------------------- | ------------------------- | -------------------------- | -------------------------- | ------------------------- | ------------------------ | ------------------------ | ------------------------ | ------------------- |
| 兒島灣围垦地第2區         | 兒島灣围垦地第2區         | 1912年4月1日 藤田村       | 1912年4月1日 藤田村       | 1912年4月1日 藤田村       | 1912年4月1日 藤田村        | 1912年4月1日 藤田村        | 1912年4月1日 藤田村       | 1912年4月1日 藤田村      | 1975年5月1日 併入岡山市  | 岡山市                   | 岡山市              |
| 甲浦村                    | 甲浦村                    | 甲浦村                    | 甲浦村                    | 甲浦村                    | 甲浦村                     | 甲浦村                     | 1952年4月1日 併入岡山市   | 岡山市                   | 岡山市                   | 岡山市                   | 岡山市              |
| 大門村                    | 1898年1月1日 改名為小串村 | 1898年1月1日 改名為小串村 | 1898年1月1日 改名為小串村 | 1898年1月1日 改名為小串村 | 1898年1月1日 改名為小串村  | 1898年1月1日 改名為小串村  | 1954年4月1日 併入岡山市   | 岡山市                   | 岡山市                   | 岡山市                   | 岡山市              |
| 東興除村                  | 東興除村                  | 1905年4月1日 興除村       | 1905年4月1日 興除村       | 1905年4月1日 興除村       | 1905年4月1日 興除村        | 1905年4月1日 興除村        | 1905年4月1日 興除村       | 1905年4月1日 興除村      | 1971年5月1日 併入岡山市  | 岡山市                   | 岡山市              |
| 西興除村                  |                           | 1905年4月1日 興除村       | 1905年4月1日 興除村       | 1905年4月1日 興除村       | 1905年4月1日 興除村        | 1905年4月1日 興除村        | 1905年4月1日 興除村       | 1905年4月1日 興除村      | 1971年5月1日 併入岡山市  | 岡山市                   | 岡山市              |
| 灘村                      | 灘村                      | 1906年4月1日 灘崎村       | 1906年4月1日 灘崎村       | 1906年4月1日 灘崎村       | 1906年4月1日 灘崎村        | 1906年4月1日 灘崎村        | 1949年4月1日 灘崎町       | 1949年4月1日 灘崎町      | 灘崎町                   | 2005年3月22日 併入岡山市 | 岡山市              |
| 彥崎村                    |                           | 1906年4月1日 灘崎村       | 1906年4月1日 灘崎村       | 1906年4月1日 灘崎村       | 1906年4月1日 灘崎村        | 1906年4月1日 灘崎村        | 1949年4月1日 灘崎町       | 1949年4月1日 灘崎町      | 灘崎町                   | 2005年3月22日 併入岡山市 | 岡山市              |
| 1906年4月1日 鄉內村       | 1906年4月1日 鄉內村       | 1906年4月1日 鄉內村       | 1906年4月1日 鄉內村       | 1906年4月1日 鄉內村       | 1906年4月1日 鄉內村        | 1959年3月1日 併入灘崎町    |                           |                          | 灘崎町                   | 2005年3月22日 併入岡山市 | 岡山市              |
| 1906年4月1日 鄉內村       | 1906年4月1日 鄉內村       | 1906年4月1日 鄉內村       | 1906年4月1日 鄉內村       | 1906年4月1日 鄉內村       | 1906年4月1日 鄉內村        | 福岡村                     | 福岡村                    | 1959年3月1日 併入兒島市  | 1967年2月1日 倉敷市      | 1967年2月1日 倉敷市      | 1967年2月1日 倉敷市 |
| 1906年4月1日 鄉內村       | 1906年4月1日 鄉內村       | 1906年4月1日 鄉內村       | 1906年4月1日 鄉內村       | 1906年4月1日 鄉內村       | 1906年4月1日 鄉內村        | 木見村                     |                           | 1959年3月1日 併入兒島市  | 1967年2月1日 倉敷市      | 1967年2月1日 倉敷市      | 1967年2月1日 倉敷市 |
| 1906年4月1日 併入田之口村 | 1907年4月1日 琴浦村       | 1915年11月1日 琴浦町      | 1915年11月1日 琴浦町      | 1915年11月1日 琴浦町      | 1915年11月1日 琴浦町       | 1956年4月1日 兒島市        |                           |                          | 1967年2月1日 倉敷市      | 1967年2月1日 倉敷市      | 1967年2月1日 倉敷市 |
| 田之口村                  | 1907年4月1日 琴浦村       | 1915年11月1日 琴浦町      | 1915年11月1日 琴浦町      | 1915年11月1日 琴浦町      | 1915年11月1日 琴浦町       | 1956年4月1日 兒島市        |                           |                          | 1967年2月1日 倉敷市      | 1967年2月1日 倉敷市      | 1967年2月1日 倉敷市 |
| 鴻村                      | 1907年4月1日 琴浦村       | 1915年11月1日 琴浦町      | 1915年11月1日 琴浦町      | 1915年11月1日 琴浦町      | 1915年11月1日 琴浦町       | 1956年4月1日 兒島市        |                           |                          | 1967年2月1日 倉敷市      | 1967年2月1日 倉敷市      | 1967年2月1日 倉敷市 |
| 本莊村                    | 本莊村                    | 本莊村                    | 本莊村                    | 本莊村                    | 本莊村                     | 本莊村                     | 1948年4月1日 兒島市       |                          | 1967年2月1日 倉敷市      | 1967年2月1日 倉敷市      | 1967年2月1日 倉敷市 |
| 小田村                    | 小田村                    | 小田村                    | 小田村                    | 小田村                    | 1928年11月1日 改名為兒島町 | 1928年11月1日 改名為兒島町 | 1948年4月1日 兒島市       |                          | 1967年2月1日 倉敷市      | 1967年2月1日 倉敷市      | 1967年2月1日 倉敷市 |
| 赤崎村                    | 赤崎村                    | 赤崎村                    | 赤崎村                    | 赤崎村                    | 1935年1月1日 赤崎町        | 1956年4月1日 兒島市        | 1948年4月1日 兒島市       | 1941年2月11日 併入味野町 | 1967年2月1日 倉敷市      | 1967年2月1日 倉敷市      | 1967年2月1日 倉敷市 |
| 味野村                    | 味野村                    | 1906年3月28日 味野町      | 1906年3月28日 味野町      | 1906年3月28日 味野町      | 1906年3月28日 味野町       | 1906年3月28日 味野町       | 1948年4月1日 兒島市       |                          | 1967年2月1日 倉敷市      | 1967年2月1日 倉敷市      | 1967年2月1日 倉敷市 |
| 長濱村                    | 長濱村                    | 長濱村                    | 1907年10月1日 下津井町    | 1907年10月1日 下津井町    | 1907年10月1日 下津井町     | 1907年10月1日 下津井町     | 1948年4月1日 兒島市       |                          | 1967年2月1日 倉敷市      | 1967年2月1日 倉敷市      | 1967年2月1日 倉敷市 |
| 下津井村                  | 1896年2月26日 下津井町    | 1896年2月26日 下津井町    | 1907年10月1日 下津井町    | 1907年10月1日 下津井町    | 1907年10月1日 下津井町     | 1907年10月1日 下津井町     | 1948年4月1日 兒島市       |                          | 1967年2月1日 倉敷市      | 1967年2月1日 倉敷市      | 1967年2月1日 倉敷市 |
| 藤戶村                    | 藤戶村                    | 藤戶村                    | 藤戶村                    | 1915年11月10日 藤戶町     | 1915年11月10日 藤戶町      | 1915年11月10日 藤戶町      | 1954年12月1日 併入倉敷市  | 倉敷市                   | 1967年2月1日 倉敷市      | 1967年2月1日 倉敷市      | 1967年2月1日 倉敷市 |
| 福田村                    | 福田村                    | 1904年4月1日 福田村       | 1904年4月1日 福田村       | 1904年4月1日 福田村       | 1904年4月1日 福田村        | 1947年12月9日 福田町       | 1953年6月1日 併入倉敷市   | 倉敷市                   | 1967年2月1日 倉敷市      | 1967年2月1日 倉敷市      | 1967年2月1日 倉敷市 |
| 福田新田村                |                           | 1904年4月1日 福田村       | 1904年4月1日 福田村       | 1904年4月1日 福田村       | 1904年4月1日 福田村        | 1947年12月9日 福田町       | 1953年6月1日 併入倉敷市   | 倉敷市                   | 1967年2月1日 倉敷市      | 1967年2月1日 倉敷市      | 1967年2月1日 倉敷市 |
| 呼松村                    |                           | 1904年4月1日 福田村       | 1904年4月1日 福田村       | 1904年4月1日 福田村       | 1904年4月1日 福田村        | 1947年12月9日 福田町       | 1953年6月1日 併入倉敷市   | 倉敷市                   | 1967年2月1日 倉敷市      | 1967年2月1日 倉敷市      | 1967年2月1日 倉敷市 |
| 粒江村                    | 粒江村                    | 粒江村                    | 粒江村                    | 粒江村                    | 粒江村                     | 粒江村                     | 1950年9月1日 併入倉敷市   | 倉敷市                   | 1967年2月1日 倉敷市      | 1967年2月1日 倉敷市      | 1967年2月1日 倉敷市 |
| 山田村                    | 山田村                    | 山田村                    | 山田村                    | 山田村                    | 山田村                     | 山田村                     | 1953年7月1日 併入玉野市   | 玉野市                   | 玉野市                   | 玉野市                   | 玉野市              |
| 日比村                    | 日比村                    | 1906年4月1日 合併為日比町 | 1906年4月1日 合併為日比町 | 1906年4月1日 合併為日比町 | 1940年8月3日 玉野市        | 1940年8月3日 玉野市        | 1940年8月3日 玉野市       | 玉野市                   | 玉野市                   | 玉野市                   | 玉野市              |
| 玉野村                    |                           | 1906年4月1日 合併為日比町 | 1906年4月1日 合併為日比町 | 1906年4月1日 合併為日比町 | 1940年8月3日 玉野市        | 1940年8月3日 玉野市        | 1940年8月3日 玉野市       | 玉野市                   | 玉野市                   | 玉野市                   | 玉野市              |
| 1906年4月1日 宇野村       | 1906年4月1日 宇野村       | 1919年1月1日 宇野町       |                           |                           | 1940年8月3日 玉野市        | 1940年8月3日 玉野市        | 1940年8月3日 玉野市       | 玉野市                   | 玉野市                   | 玉野市                   | 玉野市              |
| 1906年4月1日 宇野村       | 1906年4月1日 宇野村       | 1919年1月1日 宇野町       | 田井村                    |                           | 1940年8月3日 玉野市        | 1940年8月3日 玉野市        | 1940年8月3日 玉野市       | 玉野市                   | 玉野市                   | 玉野市                   | 玉野市              |
| 1906年4月1日 併入八濱町   | 八濱町                    | 八濱町                    | 八濱町                    | 八濱町                    | 八濱町                     | 1955年2月1日 併入玉野市    |                           |                          | 玉野市                   | 玉野市                   | 玉野市              |
| 玉井村                    | 八濱町                    | 八濱町                    | 八濱町                    | 八濱町                    | 八濱町                     | 1955年2月1日 併入玉野市    | 1898年1月1日 改名為八濱村 | 1901年2月6日 八濱町      | 玉野市                   | 玉野市                   | 玉野市              |
| 秀天村                    | 秀天村                    | 八濱町                    | 八濱町                    | 八濱町                    | 八濱町                     | 1955年2月1日 併入玉野市    | 1903年4月1日 併入八濱町   |                          | 玉野市                   | 玉野市                   | 玉野市              |
| 秀天村                    | 秀天村                    | 1903年4月1日 莊內村       | 1903年4月1日 莊內村       | 1903年4月1日 莊內村       | 1903年4月1日 莊內村        | 1903年4月1日 莊內村        | 1954年4月1日 併入玉野市   | 1954年4月1日 併入玉野市  | 玉野市                   | 玉野市                   | 玉野市              |
| 下加茂村                  |                           | 1903年4月1日 莊內村       | 1903年4月1日 莊內村       | 1903年4月1日 莊內村       | 1903年4月1日 莊內村        | 1903年4月1日 莊內村        | 1954年4月1日 併入玉野市   | 1954年4月1日 併入玉野市  | 玉野市                   | 玉野市                   | 玉野市              |
| 上加茂村                  |                           | 1903年4月1日 莊內村       | 1903年4月1日 莊內村       | 1903年4月1日 莊內村       | 1903年4月1日 莊內村        | 1903年4月1日 莊內村        | 1954年4月1日 併入玉野市   | 1954年4月1日 併入玉野市  | 玉野市                   | 玉野市                   | 玉野市              |
| 鉾立村                    | 鉾立村                    | 鉾立村                    | 鉾立村                    | 鉾立村                    | 鉾立村                     | 鉾立村                     | 1954年3月1日 東兒町       | 1954年3月1日 東兒町      | 1974年3月20日 併入玉野市 | 玉野市                   | 玉野市              |
| 胸上村                    |                           |                           |                           |                           |                            |                            | 1954年3月1日 東兒町       | 1954年3月1日 東兒町      | 1974年3月20日 併入玉野市 | 玉野市                   | 玉野市              |